# 国家安全保障法
国家安全保障法（こっかあんぜんほしょうほう、英: National Security Act of 1947）は、1947年制定のアメリカ合衆国の法律。
これにより、以下の機関などが設立された.
- 国家安全保障会議（NSC:National Security Council）
  - 正式メンバーは大統領、副大統領、国務長官、国防長官の4名のみ。また、正式メンバーではないが、1. 国家安全保障問題担当大統領補佐官は実質的な仕切役として、2. 統合参謀本部議長は軍事顧問として、3. 国家情報長官は情報顧問として、それぞれ国家安全保障会議の定例的な出席者として位置付けられる。
  - 決定は「国家安全保障決定覚書（NSDM：National Security Decision Memorundum）」として文書化され、関係機関に通達される。

- アメリカ国防総省（DOD:Department of Defence）
  - アメリカ統合参謀本部（JCS:Joint Chiefs of Staff）
  - アメリカ合衆国空軍省（DAF:Department of the Air Force）
    - アメリカ空軍（USAF:United States Air Force）

- 中央情報局（CIA：Central Intelligence Agency）
  - 第二次世界大戦中のOSSの後身として、設立された。

内容的制限：CIAの役割を特徴づける条項として「国家安全保障会議が適宜指示する他の事項を遂行する権限」というものが存在する。その範囲について、これ以上の明文化された制限規定が存在しないため、他国政権の転覆など各種の工作活動が展開されて来たとされる。
地理的制限：国内でのフィールド活動は禁じられている。が、「召喚状を発するような国内治安権限を持たない」という範囲に限定解釈されることで、逮捕・連行・勾留以外の、いわゆる情報収集活動・監視活動については曖昧にされ、現実には展開されてきたと考えられる。